# Koziczyn (rejon ignaliński)
Koziczyn (lit. Kazokinė) – wieś na Litwie, w okręgu uciańskim, w rejonie ignalińskim, w gminie Ignalino.

## Historia
W czasach zaborów folwark w gminie Zabłociszki, w powiecie święciańskim, w guberni wileńskiej Imperium Rosyjskiego. W 1866 roku własność Bortkiewiczów. W 1905 roku liczył 31 mieszkańców, 230 dziesięcin, własność Bortkiewiczów.
W dwudziestoleciu międzywojennym majątek leżał w Polsce, w województwie wileńskim, w powiecie święciańskim, w gminie Daugieliszki.
W 1931 w 5 domach zamieszkiwało 81 osób.
Miejscowość należała do parafii rzymskokatolickiej w Połusze. Podlegała pod Sąd Grodzki w Święcianach i Okręgowy w Wilnie; właściwy urząd pocztowy mieścił się w Ignalinie.